# Khomasdal-Stadion
Das Khomasdal-Stadion ist ein Fußballstadion im Windhoeker Stadtteil Katutura.
Das Khomasdal-Stadion besitzt vier Tribünen auf der Westseite und fasst laut Bauplanung rund 2000 Zuschauer, es wird von Windhoeker Vereinen der Premierliga genutzt. Es war ursprünglich für den Schulsport und kirchliche Veranstaltungen ausgelegt und muss mittlerweile regelmäßig bei Spielen der Premierliga mehr als 5000 Zuschauer fassen.  Nach einem Zeitungsbericht Anfang 2009 ist das Stadion in einem kritischen Zustand: fehlende Sanitäranlagen, fehlende Sicherheitskonzepte und Evakuierungspläne, nur zwei Zu- und Ausgänge sind verfügbar. Eine Polizeistudie kritisiert zudem die hohe Kriminalitätsrate im Umfeld des Stadions.
Es wird seit Dezember 2016 von der „First Football School of Windhoek“ des ehemaligen Profi-Fußballspielers Collin Benjamin betrieben.